# Die Post
Die Post erschien vom 1. August 1866 bis zum 30. Juni 1921 als Tageszeitung in Berlin im Verlag Die Post, Gesellschaft mit beschränkter Haftung.

## Geschichte
Die Post wurde 1866 von dem Unternehmer Bethel Henry Strousberg gegründet. Der Zweck der Gründung durch den „Eisenbahnkönig“ war weniger ein verlegerisches Interesse als ein „erster Versuch, systematisch mit der Presse die Öffentlichkeit für Privatinteressen zu gewinnen“, so der Pressehistoriker Peter de Mendelssohn. Strousberg habe Die Post ins Leben gerufen, „um mit ihrer Hilfe seine Eisenbahngründungen zu propagieren“. Auch der Historiker Kurt Koszyk bewertet dies als Meilenstein in der gemeinsamen Geschichte von Zeitungen, Public Relations und Lobbyismus. Als „Strousberg mit Hilfe der Zeitung Die Post seine Interessen im Eisenbahnbau betrieb, war die Verquickung der Publizistik mit wirtschaftlichen Interessen in ein kritisches Stadium geraten“.
Kritisch war diese Verquickung insbesondere durch die engen Verbindungen zu politischen Parteien sowie zur preußischen und zur Reichsregierung. Die Zeitung wurde 1872–74 von der Disconto-Gesellschaft, eines der großen Berliner Bankhäuser, finanziert. 1874 wurde sie von Mitgliedern der Freikonservativen Partei (ab 1871 Deutsche Reichspartei) erworben. In der neuen Eigentümergesellschaft waren führende adlige Häuser sowie Familien der Schwerindustrie vertreten, darunter der Herzog von Ratibor (Familie Hohenlohe), Hans Heinrich XV. Fürst von Pleß (einer der engsten Freunde Wilhelms II.), der Minister des königlichen Hauses Otto Fürst zu Stolberg-Wernigerode, Hermann Fürst von Hatzfeldt-Trachenberg, die Familien von Eckardstein und von Falkenhausen, der Freiherr Lucius von Ballhausen, Graf von Maltzan-Militsch, Legationsrat Wilhelm von Neumann, Konsul Rudolf Stengel, die Saarindustriellenfamilie von Stumm und Hugo Freiherr von Zedlitz-Neukirch.
Das Blatt wurde in der Bismarck-Ära der 1870er Jahre bald zu einem halbamtlichen Kanal der Regierungen. Eine herausragende Rolle spielte Die Post 1875 in der Krieg-in-Sicht-Krise. Ihr Leitartikel am 9. April 1875 mit der Überschrift „Ist Krieg in Sicht?“ gab dem diplomatischen Konflikt europäischer Großmächte ihren Namen, die zu einer Wegscheide für die deutsche Diplomatie und Außenpolitik wurde. Mit dem Artikel, hinter dem Historiker entweder Reichskanzler Otto von Bismarck selbst oder seinen Pressechef Ludwig Aegidi vermuten, sei Die Post „in die Geschichte der offiziösen Presse eingegangen“, so Koszyk.
Die Angaben über ihre Auflagenhöhe sind widersprüchlich. Anfang der 1890er Jahre hatte die Zeitung laut Brockhaus eine Auflage von 15.600 Exemplaren.
Im April 1910 erwarb Theodor Reismann-Grone, der Verleger der ultrakonservativen und nationalistischen, teilweise völkischen Rheinisch-Westfälischen Zeitung in Essen, das Berliner Blatt; beteiligt war ab Juli 1910 ein dem Alldeutschen Verband nahestehendes Konsortium.
Die Auflage stieg dem Pressehistoriker Heinz-Dietrich Fischer zufolge auf über 50.000 Exemplare. Dem widerspricht allerdings der Pressehistoriker Kurt Koszyk: Die Auflage der Post sei nie sehr groß gewesen und kaum über 10.000 Exemplare hinausgekommen.
Der Eigentümerwechsel zu Reismann-Grone bedeutete eine gewisse politische Distanzierung von der freikonservativen Reichspartei, da Die Post nun kein Parteiblatt mehr war. Eine große Nähe zur Reichspartei – und dem mit ihr verbundenen Alldeutschen Verband – blieb jedoch erhalten. Allerdings unterstützte die Zeitung nicht voll die konservativ-alldeutsche Politik, die sich vor dem und im Ersten Weltkrieg ganz auf die Seite Österreich-Ungarns schlug. Vor dem Krieg war die Zeitung zwar englandfeindlich, jedoch eher pro-russisch eingestellt, nach Kriegsbeginn weiterhin kritisch gegenüber Wien.
Hauptschriftleiter bis Ende 1893 war Leopold Kayßler (1828–1901), bis 1897 Carl Groddeck (1855–1909, ältester Bruder von Georg Groddeck), danach W. Kronsbein. Adolf Rosenberg (1850–1906) leitete das Feuilleton. Mitte 1910 ernannte Reismann-Grone den 1871 in Kaiserswerth geborenen Gymnasial-Oberlehrer a. D. Heinrich Pohl, zuvor Hauptschriftleiter der Rheinisch-Westfälischen Zeitung, zum neuen Chefredakteur. 1915 wurde der erst 25-jährige E. Gustav Albrecht, der ebenfalls von der Essener Rheinisch-Westfälischen Zeitung kam, Verlagsdirektor und Chefredakteur der Post in Berlin. Sowohl aufgrund dieser Personalverflechtung und der Übernahme der Artikeldienste des Essener Schwesterblatts sei Die Post, so der Historiker Koszyk, „nach 1910 praktisch nur noch ein Ableger der Rheinisch-Westfälischen Zeitung“ gewesen. Die beiden Blätter unterschieden sich politisch kaum noch. Sie neigten nach 1918 der Deutschen Volkspartei, mehr noch der Deutschnationalen Volkspartei zu. Ihre Linie war durch auffällige Republik- und Judenfeindlichkeit gekennzeichnet. In der jüdischen CV-Zeitung bezeichnete der liberale  Journalist Richard May Die Post als „das stark antisemitisch schillernde Organ der Schwerindustrie“.
Anfang Juli 1919 gingen die 1881 gegründeten Berliner Neueste Nachrichten in Die Post auf. Vereinigt wurde sie außerdem mit der nationalliberalen Berliner Abendzeitung Deutscher Kurier. Die allgemeine Zeitungskrise, der Anzeigen- und Papiermangel und die galoppierende Inflation trafen den Verlag hart. Er wurde schließlich wie viele kleinere konservative Zeitungsverlage von einer finanzkräftigeren Mediengruppe geschluckt. Im Juli 1921 verschmolz die Zeitung mit der konservativen Berliner Tageszeitung Der Tag. Über Verträge mit der 1917 gegründeten VERA Verlags-Anstalt GmbH, Berlin, die als verdeckte Finanzierungs- und Holdinggesellschaft die realen Eigentümerverhältnisse verschleierte, wurde die Zeitung dem Hugenberg-Konzern angegliedert.

## Normdaten
- Die Post: ZDB-ID 22985-4, OCLC 183294842
- Berliner Neueste Nachrichten: ZDB-ID 22784-5 OCLC 633246683